# Scotopteryx pseudomucronata
Scotopteryx pseudomucronata là một loài bướm đêm trong họ Geometridae.